# Bannockburn
Bannockburn est un village d'Écosse situé juste au sud de la ville de Stirling. Son nom provient d'une petite rivière, le Bannock Burn, qui le traverse et se jette dans le fleuve Forth.
Non loin du village se trouve le site de la bataille de Bannockburn (1314), remportée par l'armée écossaise menée par Robert the Bruce aux dépens de l'Angleterre. Le village compte aussi un pont de pierre construit par l'ingénieur Thomas Telford. De nos jours, Bannockburn a été absorbée dans la conurbation de Stirling. En 2001, la zone couverte par Bannockburn comptait 7 352 habitants.

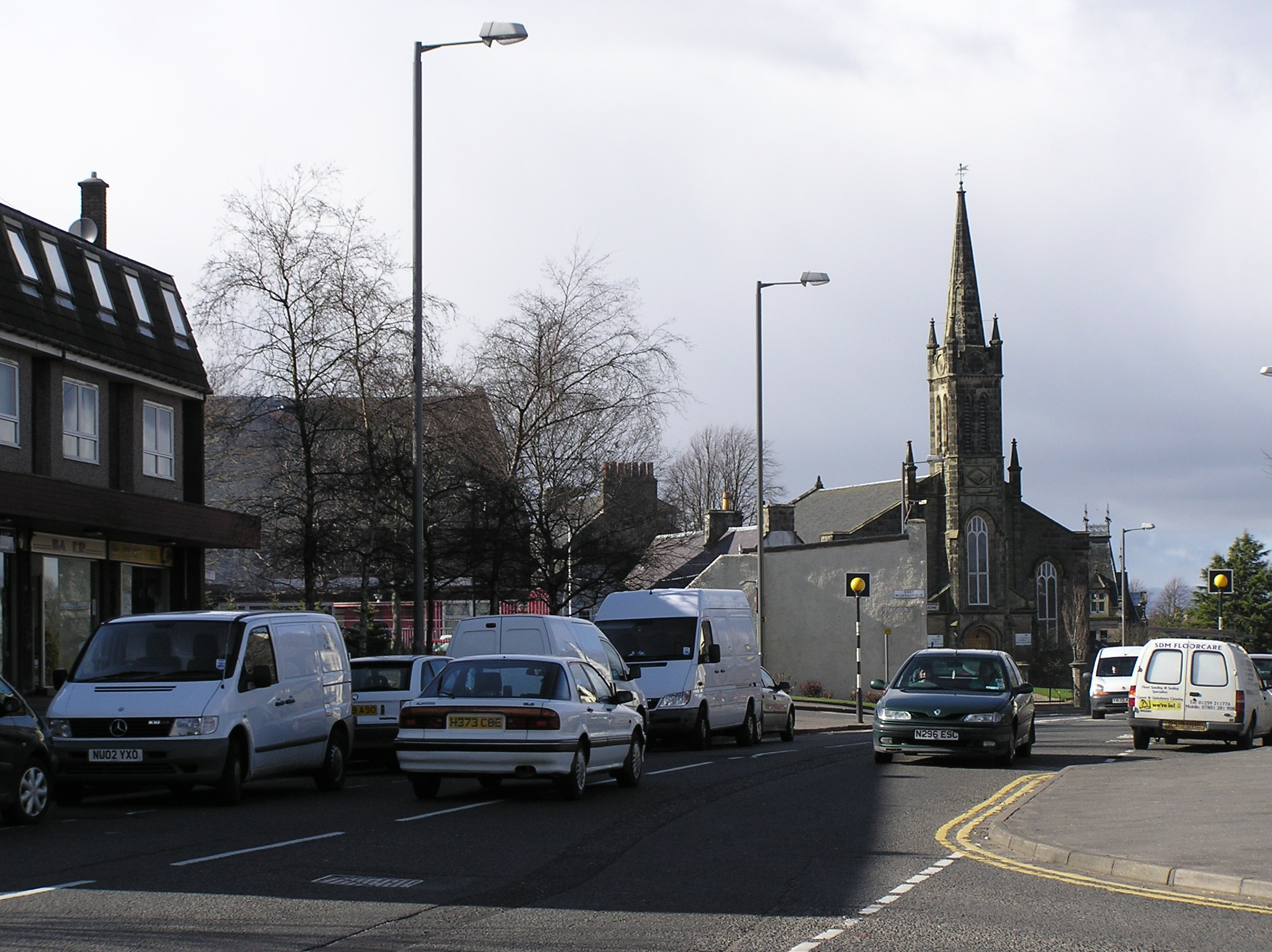
Centre-ville de Bannockburn
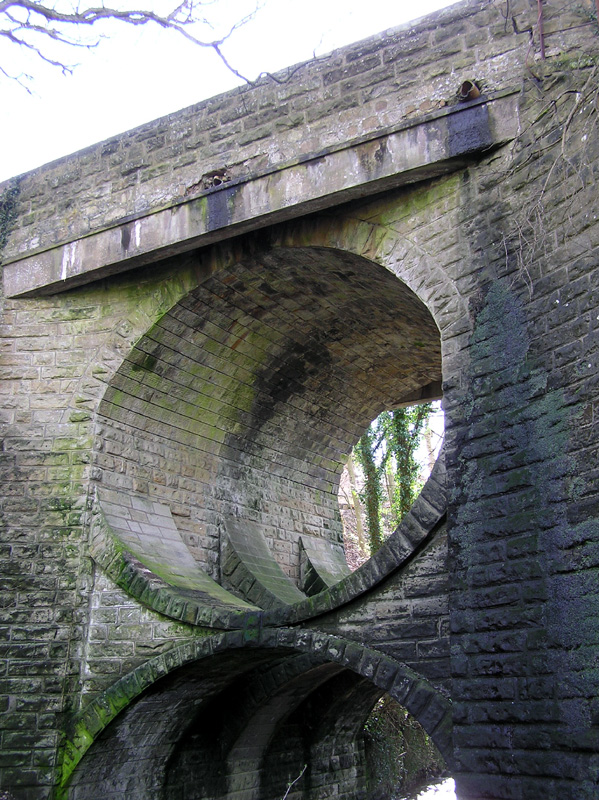
Le pont au-dessus du Bannock Burn